# Soda Canyon Overlook Trail
Le Soda Canyon Overlook Trail est un sentier de randonnée des États-Unis situé au Colorado, dans le parc national de Mesa Verde (comté de Montezuma).

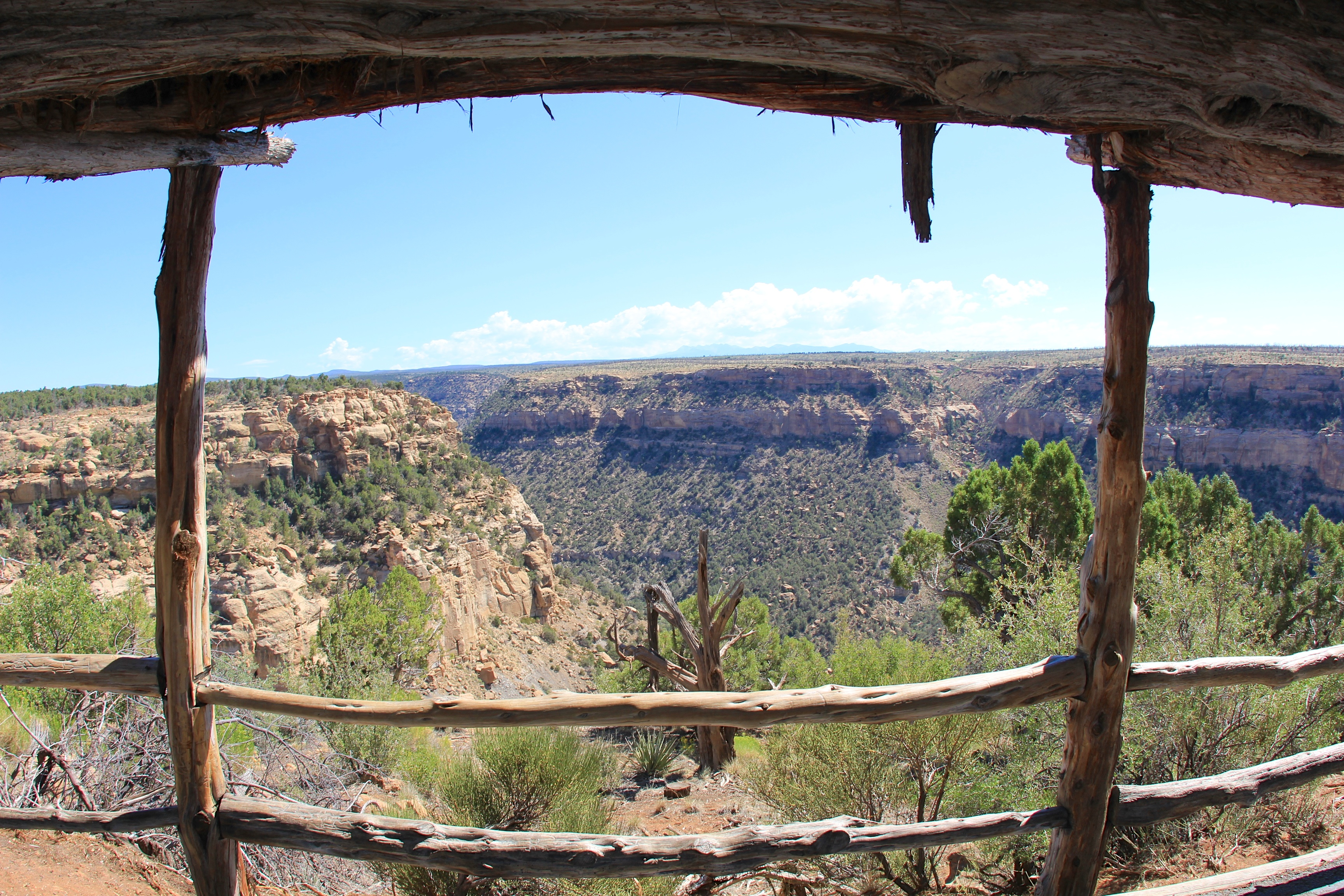
Une vue de Soda Canyon.